# Kelme
Das Team Kelme war ein spanisches Radsportteam, das von 1980 bis 2006 existierte.

## Teamprofil
Im Jahr 1979 sponserte der Sportartikelhersteller Kelme  die Bergwertung der Vuelta a España. Die Eigentümer waren jedoch mit der öffentlichen Aufmerksamkeit nicht zufrieden und entschieden sich im Folgejahr ein Radteam zu gründen. Kelme blieb Sponsor bis Ende 2003. Danach übernahm die Tourismuswerbung für Valencia das Hauptsponsoring und das Team blieb drei Jahre unter dem Namen Comunidad Valenciana bestehen.
Das Team hatte 23 Jahre lang Kelme als Hauptsponsor und durch verschiedene Co-Sponsoren auch die Namen Kelme-Ibexpress, Kelme-Xacobeo, Kelme-Sureña, Kelme-Artiach und Kelme-Costa Blanca. Unter dem Hauptsponsor Comunidad Valenciana hieß das Team zunächst Comunidad Valenciana-Kelme, dann Comunidad Valenciana-Elche und im letzten Jahr Comunidad Valenciana.
Das Team bestand insgesamt 26 Jahre bis 2006 und war damit das am längsten existierende Team im gesamten Radsportbereich. Teammanager und Sportlicher Leiter war bis zuletzt der umstrittene ehemalige Radprofi Vicente Belda; zuvor hatten vor allem Rafael Carrasco (1980–1992) und Alvaro Pino (1993–1999) den Rennstall geprägt. Das Kelme-Team gehörte in den 1990er Jahren zu den sogenannten GS1-Teams. Dies waren die 30 Teams, die die höchste Profilizenz im Radsport besaßen. Der in den Dopingskandal Fuentes verwickelte Eufemiano Fuentes war zeitweise Teamarzt des Kelme-Teams.
Der Einsatzschwerpunkt der Kelme-Mannschaft wurde vor allem, neben spanischen kleineren Rennen, auf die drei großen Rundfahrten, die Tour de France, der Giro d’Italia und die heimische Vuelta a España, gelegt. Die Organisatoren der drei großen Rundfahrten berücksichtigten das Team regelmäßig, und die Fahrer erzielten besonders Ende der 1990er und in den darauf folgenden Jahren beachtliche Erfolge bei den Rundfahrten. Kelme war nie eine Mannschaft, die häufig im Sprint oder gar bei Eintagesrennen überzeugen konnte. Vielmehr zeigte sich ihre Qualität auf bergigem Terrain. Der begrenzte Etat zwang den Rennstall Jahr für Jahr, die bekannt gewordenen, besonders erfolgreichen und zweifelsfrei dadurch teuren Radprofis zu Teams mit einem größeren finanziellen Spielraum ziehen zu lassen.

## Doping-Kontroverse
Im März 2004 schilderte der ehemalige Kelme-Profi Jesús Manzano in einem Exklusivinterview mit der spanischen Sportzeitung As systematisches Doping im Team, darunter insbesondere Blutdoping und zahlreiche weitere Anwendungen leistungssteigernder Medikamente. Das Team dementierte sofort die Anschuldigungen und Jean-Marie Leblanc, der damalige Direktor der Tour de France war ebenfalls skeptisch. Nach detaillierteren Enthüllungen musste das Team seine Einladung zur Tour de France 2004 zurückgeben.
Im Rahmen der folgenden Untersuchungen führte zur Befragungen von verschiedenen Mitgliedern des Kelme-Teams im April 2004, darunter Eufemiano Fuentes, der zu dieser Zeit Teamarzt bei Kelme war, sein Vorgänger Walter Virú und Alfredo Córdova der für Liberty Seguros arbeitete aber im Jahr 2003 für Kelme tätig war. Eine Untersuchung der Antidrogen-Einheit der Guardia Civil befasste sich mit Fuentes. Im Mai 2006 wurden einige Personen aufgrund von Manzanos Aussagen verhaftet.
Manzano behauptete im Juni 2007, dass sich Alejandro Valverde während der Vuelta a España 2002 durch die Einnahme von Testosteron gedopt habe.

## Geschichte seit 1998
Im Jahr 1998 blieb der ganz große Coup aus. Den Gesamtsieg der Vuelta a España verpasste der spanische Kletterspezialist Fernando Escartín wegen seiner begrenzten Zeitfahrfähigkeiten. Escartín wurde hinter Abraham Olano Zweiter der Rundfahrt. Roberto Heras sicherte sich einen Etappensieg bei der Vuelta, Ángel Edo gewann eine Etappe beim Giro. Bei der Tour de France stieg das Kelme-Team genau wie die anderen spanischen Teams wenige Tage vor Rundfahrtschluss aus.
1999 sicherte sich der junge Spanier Roberto Heras einen Etappensieg, sowie Platz fünf in der Gesamtwertung bei der Italienrundfahrt. Fernando Escartín wurde Sieger einer Bergetappe der Tour de France. Außerdem stand der Kletterspezialist erstmals auf dem Podium der Tour. Bei der Vuelta a España erreichte Roberto Heras den dritten Platz und José Luis Rubiera den sechsten Platz in der Gesamtwertung.
Auch das Jahr 2000 war ein sehr erfolgreiches Jahr für das Team. José Luis Rubiera wurde achter beim Giro d’Italia und sicherte sich einen Tageserfolg. Bei der Tour de France gewann Kelme die Mannschaftswertung und man sicherte im Gesamtklassement mit Roberto Heras den fünften, Santiago Botero den siebten und Fernando Escartín den achten Platz. Javier Otxoa gewann ebenso wie Santiago Botero eine Bergetappe. Botero gewann außerdem das Gepunktete Trikot des besten Bergfahrers. Bei der Vuelta a España im September gewann Roberto Heras die Gesamtwertung und eine Etappe genauso wie sein Teamkollege Félix Cárdenas.
Im Februar 2001 verunglückte der Kelme-Profi Ricardo Otxoa, er erlag seinen Verletzungen. Sein Bruder und Trainingskollege Javier Otxoa lag wochenlang im Koma und konnte nie wieder Profisport betreiben. Ein Autofahrer übersah die Otxoa-Brüder, die gerade eine Trainingsfahrt absolvierten.
Bei der Tour de France 2001 erreichte Santiago Botero den achten Platz, die neue spanische Radsporthoffnung Óscar Sevilla wurde Siebter in der Gesamtwertung. Zusätzlich gewann er das weiße Trikot des besten Jungprofi. Einen Etappensieg konnte Félix Cárdenas verzeichnen. Wieder gewann das spanische Team die Teamwertung.
Bei der heimischen Vuelta erreichte der junge Óscar Sevilla den zweiten Platz, nur 47 Sekunden hinter dem Sieger.
Aitor Gonzalez erreichte 2002 den sechsten Platz, sowie zwei Etappensiege beim Giro d’Italia. Santiago Botero verpasste als Vierter nur knapp das Podium bei der Tour de France und gewann ein Zeitfahren vor Lance Armstrong und eine Bergetappe. Bei der Vuelta gewann er außerdem beide Zeitfahren. Bei der Vuelta konnte sich Kelme den zweiten Gesamtsieg der Spanienrundfahrt sichern. Aitor Gonzalez wurde nach 21 Etappen Sieger und gewann zwei Etappen, Óscar Sevilla belegte den vierten Platz. Im Oktober durfte sich Santiago Botero Weltmeister im Zeitfahren nennen, er gewann das Rennen und durfte so im Jahr 2003 bei jedem Zeitfahren das Regenbogentrikot überstreifen.
Die Kelme-Mannschaft blieb 2003 sowohl bei Giro, als auch bei der Tour blass. Die beste Platzierung beim Giro war der 18. Platz, bei der Tour ein 27. Platz in der Gesamtwertung von Javier Pascual Llorente, der später allerdings des EPO-Dopings überführt und für ein Jahr gesperrt wurde. Kelme setzte auf die beiden jungen Spanier Óscar Sevilla und Alejandro Valverde bei der Spanienrundfahrt. Valverde, der bereits im Frühjahr geglänzt hatte, gewann zwei Etappen und wurde am Ende Dritter, für Oscar Sevilla reichte es nur zum 12. Platz der Gesamtwertung. Bei der Straßenweltmeisterschaft wurde Alejandro Valverde Vizeweltmeister.
Die Mannschaft verlor am Jahresanfang 2004 die GS1-Lizenz. Kelme zog sich als Hauptsponsor zurück. In diesem Jahre hieß das Team Comunidad Valenciana.Kelme. Hauptsponsor war nun die Tourismuswerbung der Region Valencia, der Sportartikelhersteller Kelme, der 24 Jahre dem Radsportteam den Namen gab, ist 2004 an die Stelle des Co-Sponsors gerückt. 2005 zog sich die Firma Kelme ganz vom Radsport zurück.
Infolge der Bekundungen des ehemaligen Kelme-Fahrers Jesús Manzano (→#Doping-Kontroverse) wurde die Valencia-Mannschaft beim Giro nicht eingeladen. Bei der Tour war sie ebenfalls nicht mehr erwünscht. So konzentrierte sich das Team einzig allein auf den spanischen Rennkalender und die Spanienrundfahrt. Dort gewann man die Teamwertung, sowie vier Etappen (José Julia, Javier Pascual Rodriguez, Alejandro Valverde und Eladio Jiménez). Valverde wurde Vierter im Gesamtklassement, jedoch wurde der Zweite der Vuelta Santiago Pérez, des Blutdopings überführt. Carlos García Quesada von Comunidad Valenciana wurde 5., David Blanco erreichte den 10. Platz. Valverde gewann im Jahr 2004 im Übrigen insgesamt 15 Etappen bei verschiedenen Radrennen.
Im Frühjahr 2005 sicherte sich Francisco Cabello die Gesamtwertung Andalusien-Rundfahrt, die Aragon-Rundfahrt ging im April an Rubén Plaza, Carlos García Quesada gewann die Vuelta a Castilla y León und die Asturien-Rundfahrt ging an seinen jüngeren Bruder Adolfo Garcia Quesada. Allesamt Rundfahrten sind spanische Etappenrennen. Trotzdem war man wie im Jahre zuvor weder beim Giro, noch bei der Tour willkommen. Nur bei der heimischen Spanien-Rundfahrt durfte man antreten. Dort gewann das Team wieder die Teamwertung, außerdem sicherte man sich drei Etappensiege (Rubén Plaza, Carlos García Quesada und Eladio Jiménez). García Quesada wurde am Ende Vierter in der Gesamtabrechnung und Ruben Plaza Fünfter.
Für die Italienrundfahrt 2006 wurde man genauso, wie in den vergangenen Jahren nicht berücksichtigt. Jedoch bei der Tour de France war man wieder willkommen, man erhielt eine Wildcard. Kurz vor der Tour de France erschütterte die Radsportwelt ein Dopingskandal. Ein Dopinglabor wurde entdeckt, hauptverdächtiger Arzt war der Spanier und Ex-Teamarzt der Kelme und Once Mannschaft Eufemiano Fuentes. Man fand Hinweise auf 38 Radrennfahrer, die unter anderem mit Eigenblut gedopt haben. darunter 17 Fahrer der Valencia-Mannschaft. Von den 38 Radrennfahrern durfte keiner an der Tour de France teilnehmen, so ereilte die Valencia-Mannschaft das gleiche Schicksal, wie das der Astana Mannschaft. Das Team konnte deshalb nicht mehr die Mindestanzahl an Fahrer für die Tour stellen, die nicht in den Dopingskandal verwickelt waren. So wurde man eine Woche vor Beginn der Tour wieder ausgeladen.
So konnte die Valencia-Mannschaft nur noch bei kleinen spanischen Rennen antreten. Den letzten Gesamtsieg einer Rundfahrt holte sich David Blanco bei der Portugal-Rundfahrt. Rubén Plaza gewann das letzte Rennen, den Clasica a los Puertos, bei dem das Team teilnahm. Die Tourismuswerbung für Valencia beendete Ende 2006 sein Sponsoring und das Team schloss.

## Saison 2006
Erfolge in der Europe Tour
| Datum         | Rennen                             | Fahrer         |
| ------------- | ---------------------------------- | -------------- |
| 07. Februar   | Trofeo Pollença                    | David Bernabéu |
| 13. Februar   | 2. Etappe Ruta del Sol             | Manuel Lloret  |
| 20. April     | 3. Etappe Giro del Trentino        | David Muñoz    |
| 20. Juli      | 5. Etappe Vuelta a Asturias        | Rubén Plaza    |
| 05. August    | 1. Etappe Troféu Joaquim Agostinho | Rubén Plaza    |
| 09. August    | 5. Etappe Troféu Joaquim Agostinho | Eladio Jiménez |
| 13. August    | 8. Etappe Portugal-Rundfahrt       | David Blanco   |
| 15. August    | 10. Etappe Portugal-Rundfahrt      | David Blanco   |
| 5.–15. August | Gesamtwertung Portugal-Rundfahrt   | David Blanco   |
| 20. August    | Clásica Ciclista a los Puertos     | Rubén Plaza    |

Team
| Name                       | Geburtstag        | Nationalität | Team 2007              |
| -------------------------- | ----------------- | ------------ | ---------------------- |
| Agustín Alonso             | 05. Januar 1980   | Spanien      |                        |
| Vicente Ballester          | 20. Juni 1980     | Spanien      | Fuerteventura-Canarias |
| David Bernabéu             | 09. Januar 1975   | Spanien      | Fuerteventura-Canarias |
| David Blanco               | 03. März 1975     | Spanien      | Duja-Tavira            |
| José Adrián Bonilla        | 28. April 1978    | Costa Rica   | Fuerteventura-Canarias |
| Claudio José Casas         | 25. Februar 1982  | Spanien      | Andalucía-Paul Versan  |
| Javier Cherro              | 10. Dezember 1980 | Spanien      | Fuerteventura-Canarias |
| Oleh Tschuschda            | 08. Mai 1985      | Ukraine      | Fuerteventura-Canarias |
| Juan Gomis                 | 28. März 1978     | Spanien      | ASC-Vitoria            |
| Eladio Jiménez             | 10. März 1976     | Spanien      | Benfica                |
| David Latasa               | 14. Februar 1974  | Spanien      | Karriereende           |
| Manuel Lloret              | 04. August 1981   | Spanien      | Fuerteventura-Canarias |
| José Luis Martínez Jiménez | 27. April 1979    | Spanien      | Karriereende           |
| Ezequiel Mosquera          | 19. November 1975 | Spanien      | Karpin-Galicia         |
| David Muñoz                | 09. Juni 1979     | Spanien      | Fuerteventura-Canarias |
| Antonio Olmo               | 19. August 1982   | Spanien      | Andalucía-Paul Versan  |
| Javier Pascual Rodríguez   | 14. November 1971 | Spanien      | Karriereende           |
| José Antonio Pecharromán   | 16. Juni 1978     | Spanien      | Benfica                |
| Vicente Peiró              | 07. Januar 1984   | Spanien      | Grupo Nicolas Mateos   |
| Rubén Plaza                | 29. Februar 1980  | Spanien      | Caisse d’Epargne       |
| Julián Sánchez Pimienta    | 26. Februar 1980  | Spanien      | Relax-GAM              |

## Bekannte ehemalige Fahrer
| - Santiago Botero (1996–2002) - Hernán Buenahora (1996–1997) - Ángel Edo (1992–1999) - Fernando Escartín (1996–2000) - Aitor González (1999–2002) - Santos González (1995–1998) - Roberto Heras (2002–2004) - Miguel Ángel (1997–1998) - Javier Otxoa (1997–2001) | - Santiago Pérez (2002) - Álvaro Pino (1991) - José Luis Rubiera (1994–2000) - Marcos Serrano (1993–1998) - Óscar Sevilla (1998–2003) - Alejandro Valverde (2002–2004) - Ángel Vicioso (1999–2002) - Constantino Zaballa (2001–2003) |

## Größte Erfolge
- Tour de France 1988: 11. Etappe (Fabio Enrique)
- Tour de France 1999: 15. Etappe (Escartín)
- Tour de France 2000: 10. Etappe (Otxoa); , 14. Etappe (Botero)
- Tour de France 2001:  (Sevilla), 12. Etappe (Félix Cárdenas)
- Tour de France 2002: 9. & 15. Etappe (Botero)
- Giro d’Italia 1982: 16. Etappe (Vicente Belda)
- Giro d’Italia 2000: 13. Etappe (Rubiera)
- Giro d’Italia 2002: 8. & 19. Etappe (González)
- Vuelta a España 1981: 7. Etappe (Juan Fernandez), 9. Etappe (Manuel Murga), 11. Etappe (Jésus Suarez), 13. Etappe (Belda)
- Vuelta a España 1982: 7. Etappe (Enrique Martinez), 13. Etappe (José Recio), 18. Etappe (Fernandez)
- Vuelta a España 1984: 17. Etappe (Recio)
- Vuelta a España 1985: 14. & 18. Etappe (Recio)
- Vuelta a España 1990:  (Martín Farfán)
- Vuelta a España 2003: , 9. & 15. Etappe (Valverde)
- Vuelta a España 2004: 3. Etappe (Valverde), 10. Etappe (Eladio Jiménez), 16. Etappe (José Cayetano), 18. Etappe (Javier Pascual Rodríguez)
- Vuelta a España 2005: 14. Etappe (Eladio Jiménez), 17. Etappe (Carlos García Quesada), 20. Etappe (Rubén Plaza)

## Platzierungen in UCI-Ranglisten
UCI-Weltrangliste
| Saison | Mannschaftswertung | Fahrerwertung           |
| ------ | ------------------ | ----------------------- |
| 1995   | 23.                | Laudelino Cubino (105.) |
| 1996   | 20.                | Fernando Escartín (51.) |
| 1997   | 13.                | Fernando Escartín (12.) |
| 1998   | 16.                | Fernando Escartín (14.) |
| 1999   | 18.                | Roberto Heras (10.)     |
| 2000   | 5.                 | Roberto Heras (5.)      |
| 2001   | 14.                | Óscar Sevilla (8.)      |
| 2002   | 13.                | Aitor González (7.)     |
| 2003   | 22.                | Alejandro Valverde (7.) |
| 2004   | 1. (GSII)          | Alejandro Valverde (5.) |

UCI Europe Tour
| Saison | Mannschaftswertung | Fahrerwertung     |
| ------ | ------------------ | ----------------- |
| 2005   | 3.                 | Rubén Plaza (14.) |
| 2006   | 10.                | Rubén Plaza (25.) |